# Wangelis Mandzaris

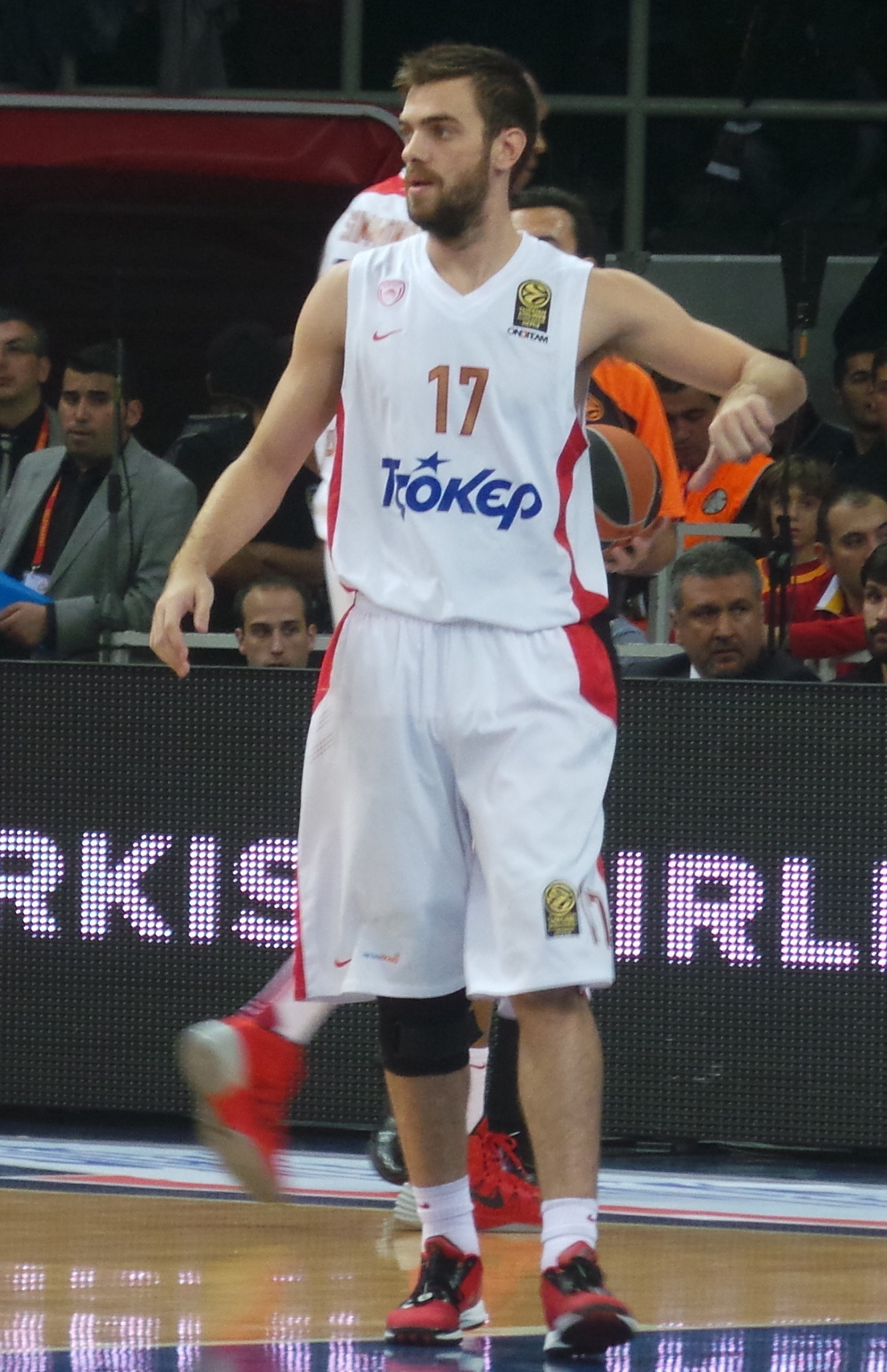
Mandzaris w barwach Olympiakosu podczas meczu Euroligi w 2013.

Ewangelos „Wangelis” Mandzaris (gr. Ευάγγελος „Βαγγέλης” Μάντζαρης; ur. 16 kwietnia 1990 w Atenach) – grecki koszykarz występujący na pozycjach rozgrywającego lub rzucającego obrońcy, reprezentant kraju.

## Osiągnięcia
Stan na 26 czerwca 2022, na podstawie, o ile nie zaznaczono inaczej.

### Drużynowe
- Mistrz:
  - Euroligi (2012, 2013)
  - Grecji (2012, 2015, 2016)
  - II ligi greckiej (2009)
- Wicemistrz:
  - Euroligi (2015, 2017)
  - Grecji (2013, 2014, 2017, 2018)
- Zdobywca Pucharu Interkontynentalnego FIBA (2013)
- Finalista Pucharu Grecji (2012, 2013, 2018, 2020)
- Uczestnik rozgrywek międzynarodowych pucharu:
  - Euroligi (2011–2013,  2013/2014, 2017/2018 – TOP 8, 2014/2015, 2015/2016 – TOP 16, 2018/2019 – faza zasadnicza)
  - Eurocup (2019/2020 – TOP 8, 2020/2021)

### Indywidualne
- Uczestnik meczu gwiazd ligi greckiej (2014, 2020)

### Reprezentacja
Seniorska
- Uczestnik:
  - mistrzostw:
    - świata (2014 – 9. miejsce, 2019 – 11. miejsce)
    - Europy (2015 – 5. miejsce, 2017 – 8. miejsce)

  - europejskich kwalifikacji do mistrzostw świata (2017 – 2. miejsce)
  - kwalifikacji :
    - olimpijskich (2012 – 5. miejsce, 2016 – 3. miejsce)
    - do Eurobasketu (2020)

Młodzieżowe
- Mistrz:
  - Europy :
    - U–20 (2009)
    - U–18 (2008)

  - turnieju Alberta Schweitzera (2008)
- Wicemistrz:
  - świata U–19 (2009)
  - Europy U–20 (2010)
- Uczestnik mistrzostw Europy U–16 (2006 – 9. miejsce)